# James Bagian
James Bagian (ur. 22 lutego 1952 w Filadelfii) – amerykański inżynier, lekarz i astronauta ormiańskiego pochodzenia.

## Życiorys
W 1969 ukończył szkołę w Filadelfii, a w 1973 inżynierię mechaniczną na Drexel University, w 1977 uzyskał doktorat z medycyny na Thomas Jefferson University. Pracował jako inżynier mechaniczny w kompanii w Bristolu (Pensylwania) i w U.S. Naval Air Test Center w Patuxent River w stanie Maryland, po ukończeniu w 1977 studiów medycznych został chirurgiem w Danville w Pensylwanii, a później chirurgiem lotniczym i oficerem służby medycznej w Centrum Lotów Kosmicznych imienia Lyndona B. Johnsona. Zajmował się również skokami spadochronowymi oraz pilotowaniem helikopterów i samolotów. Ma wylatane ponad 1500 godzin. 19 maja 1980 został wybrany przez NASA kandydatem na astronautę, później przechodził szkolenie na specjalistę misji. Był koordynatorem podczas przygotowywania lotów, odpowiadał m.in. za planowanie, ładunek i ekwipunek. Od 13 do 18 marca 1989 był specjalistą misji STS-29, trwającej 4 dni, 23 godziny i 39 minut; start nastąpił z Centrum Kosmicznego im. Johna F. Kennedy’ego na Florydzie, a lądowanie w Edwards Air Force Base w Kalifornii. Umieszczono na orbicie satelitę telekomunikacyjnego TDRS-4. Od 5 do 14 czerwca 1991 brał udział w misji STS-40, trwającej 9 dni, 2 godziny i 14 minut. Prowadzono eksperymenty medyczne i biologiczne na pokładzie laboratorium Spacelab SLS-1 (Space Life Sciences).
Łączny czas misji z jego udziałem wyniósł 14 dni, godzinę i 53 minuty. W sierpniu 1995 opuścił NASA.